# Йосино (река)
Йо́сино (устар. Йошино, Йошино-гава; яп. 吉野川) — река в Японии на острове Сикоку. Длина — 194 км. Площадь бассейна — 3750 км².
Исток реки находится под горой Камегамори (瓶ヶ森, высотой 1896 м), оттуда река течёт на восток вдоль хребта Сикоку. В Сикиива в неё впадает река Ананаи (яп. 穴内 川), после чего она поворачивает на север. Йосино пересекает горы Сикоку, объединяясь с реками Додзан (яп. 銅山川) и Ия (яп. 祖谷川). В Икеда (префектура Токусима) река вновь поворачивает на восток. Ниже Ивадзу Йосино течёт по равнине Токусима (яп. 徳島平野), где в неё впадает много притоков и отделяется рукав Кю-Йосино («старый Йосино», длина — 25 км, площадь бассейна — 245 км²). Йосино впадает в пролив Кии.
Режим муссонный. В низовьях судоходна. На реке работает ГЭС Самеура, вода используется для орошения. На этой реке расположен город Токусима.
Крупнейшими притоками реки являются Додзан (длина — 45 км, площадь бассейна — 280 км²) и Ия (длина — 32 км, площадь бассейна — 366 км²).
Расход воды составляет 144,4 м³/с (Ивадзу).
На 1991 год 87,7 % бассейна реки занимают леса, 7,8 % — сельскохозяйственные земли (из них 4,4 % — рисовые поля), 1,6 % застроено.